# Aliákmon
Aliákmon (řecky Αλιάκμονας, makedonsky Бистрица Bistrica) je řeka na severu Řecka (kraje Západní Makedonie, Střední Makedonie). Je 297 km dlouhá a je nejdelší řekou Řecka.

## Průběh toku
Řeka začíná v horách Vernoi a Grammos nedaleko hranic s Albánií. Na středním toku teče mezihorskými kotlinami a na dolním toku Soluňskou nížinou. Ústí do Soluňského zálivu Egejského moře.

## Vodní stav
Maxima dosahuje při podzimních a zimních deštích a minima v létě.

## Využití
Využívá se k zavlažování.